# Michael O’Herlihy
Michael O’Herlihy (* 1. April 1929 in Irland; † 16. Juni 1997 in Dublin) war ein irischer Film- und Fernsehregisseur sowie Produzent.

## Leben
Seit 1957 führte er bei vielen Fernsehserien Regie, darunter
- Raumschiff Enterprise
- Kobra, übernehmen Sie
- MASH
- Magnum
- Miami Vice
- Das A-Team
- Matlock
- 77 Sunset Strip

Für die Miniserie Backstairs at the White House von 1979, die er auch produzierte, wurde Michael mit einem Emmy nominiert.
Ende der 1960er Jahre inszenierte er für die Walt Disney Studios die Kinofilme Donegal, König der Rebellen (The Fighting Prince of Donegal, 1966), The One and Only, Genuine, Original Family Band (1968) und Smith! – Ein Mann gegen alle (Smith!, 1969) sowie den Fernsehfilm The Young Loner (1968).
Er ist der Bruder des Oscar-nominierten Schauspielers Dan O’Herlihy und Onkel von Gavan O’Herlihy, der im Pilotfilm von Star Trek: Raumschiff Voyager einen Gastauftritt hatte.